# 金属フラーレン
金属フラーレン(Metallofullerene)は、フラーレンとその籠の中に閉じ込められた金属原子からなる分子である。
単純な金属フラーレンは、C80等のフラーレンの籠と、その中に捉えられた1つか2つの金属原子からなる。現在では、Sc3N@C80、Y3N@C80、Sc3C2@C80等の小さな原子の塊を内包させることもできる。ここで、@は原子が結合しているのではなく、籠の中に内包されていることを示す。
様々な大きさのフラーレンがこのようにして金属原子を取り込んでいる。

## 医療への応用
核にガドリニウムを取り込んだ、ある金属フラーレンは、核磁気共鳴画像法において、造影剤としての性能が40倍も高い。また、金属フラーレンは、癌組織に対する放射線治療の放射線源としても用いられる。